# Cladocarpus pegmatis
Cladocarpus pegmatis is een hydroïdpoliep uit de familie Aglaopheniidae. De poliep komt uit het geslacht Cladocarpus. Cladocarpus pegmatis werd in 1980 voor het eerst wetenschappelijk beschreven door Millard. 